# Fritz Pott
Fritz Pott (né le 23 avril 1939 et mort le 11 janvier 2015 à Cologne) est un footballeur international allemand évoluant durant toute sa carrière au poste de défenseur au 1. FC Cologne. Il est aussi entraîneur à la fin des années 1970.

## Palmarès
- Vainqueur du Championnat d'Allemagne de football en 1964.
- Vainqueur de la Coupe d'Allemagne de football en 1968.